# إبراهيم العجلوني
إبراهيم خليل إبراهيم العجلوني (9 سبتمبر 1948 - 4 ديسمبر 2022) كاتب وشاعر وصحفي أردني. ولد في بلدة الصَّريح من محافظة إربد. درس الأدب العربي في جامعة بيروت العربية، وتخرّج بها عام 1976. عمل في الصحافة والإعلام، فكان أمينًا لتحرير مجلّة أفكار، ثم رئيسًا للقسم الثقافي في إذاعة عمّان، وموظفًا في الخطوط الجويّة السعودية في عمّان، ورئيسًا لقسم المطبوعات في الجامعة الأردنية، ثم محرّرًا في جريدة الرأي ورئيس تحرير لمجلّة المواقف الأردنيتين. هو عضو في نقابة الصحفيين الأردنيين واتحاد الصحفيين العرب. له دواوين شعرية ومؤلفات عديدة.

## سيرته
وُلد إبراهيم خليل إبراهيم العجلوني يوم 9 سبتمبر 1948 في بلدة الصَّريح من محافظة إربد. أنهى الثانوية العامة في كلية الحسين بعمّان سنة 1966، وحصل على شهادة البكالوريوس في اللغة العربية وآدابها من جامعة بيروت العربية سنة 1976.

رأسَ القسم الثقافي في الإذاعة الأردنية 1979، وعمل سكرتيراً للتحرير في مجلة أفكار التي تُصدرها وزارة الثقافة 1976-1979، وتولّى رئاسة تحريرها 1990، ثمّ عُيّن مديراً للشؤون الثقافية في الوزارة 1991.

كما عمل في صحيفة الرأي اليومية؛ محرراً ثقافياً 1983-1994، ثم كاتبَ عمود يومي فيها بعنوان أفق منذ سنة 1994، بالإضافة إلى عمله مستشاراً في وزارة التعليم العالي 1991-1994، ومسؤولاً إعلامياً في رئاسة الجامعة الأردنية 1994.

أسس مجلة المواقف ورأسَ تحريرها 1987-1989.

## مؤلفاته

### دواوينه الشعرية
- تقاسيم على الجراح، 1972
- حينما نلتقي، بالاشتراك، 1980
- طائر المستحيل، 1992

### أدبه النثري
- الوجوه، رواية وقصص، دار الكرمل، عمّان، 1986.
- من مفكرة رجل يحتضر، مسرحية وقصص، أمانة عمان الكبرى، 2000.
- أحزان مسيحية، سيرة ذهنية وجدانية، 1995.
- الأعمال الأدبية، 2009.

### كتبه ودراساته
- نظرات في الواقع الثقافي الأردني، دراسات، 1979.
- مسلّمات في ضوء التحقق، دراسات، 1982.
- في الفلسفة والخطاب القرآني، دراسات، 1984.
- في الفكر القومي، دراسات،  1985.
- فصول في الفكر العربي، دراسات، دار الكرمل، عمّان، 1988.
- الرافضون، مواقف وخطابات، 1989.
- نحن وثقافة المستقبل، دراسات، 1989.
- يوميات عراقية، مقالات 1990.
- هموم أردنية، مقالات، 1991.
- في المسألة الديمقراطية، دراسة، 1991.
- نحو حوار معقول مع الأمريكان، 1991.
- دفاعاً عن العقل، 1992.
- فسيفساء أردنية، شعر مترجم، د. ديتر جلادة، 1993.
- الوعي المتمرد، دراسات، 1994.
- في عبقرية البساطة:جولات في فكر جمعة حماد وأدبه، 1995.
- الشذرات، ، الكتاب الأول والثاني، 1995.
- في مرآة الإسلام:فصول في الفكر والأدب، 1999.
- الشذرات، الكتاب الثالث، 2000.
- رجال ومناهج، 2001.
- اللاحوار مع السادة الأمريكان، 2004.
- شعر وشعراء، 2004.
- كتب وشخصيات، 2004.
- الكتابيون في ظلال الإسلام، 2004.
- العقل والدولة، 2004.
- إضاءات في حوار الآخر واحترام الذات 2007.

## جوائزه
- 1989: نال جائزة الدولة التشجيعية (حقل الفكر العربي) من وزارة الثقافة عن كتابه فصول في الفكر العربي.
- 2016: احتفى به الملتقى الحضاري الثقافي في قاعة بلدية الصريح، في 9 سبتمبر 2016، تكريمًا له وتقديرًا لمنجزه الشعري والإبداعي والإعلامي والفكري.

## وفاته
توفي إبراهيم العجلوني يوم الأحد 4 ديسمبر 2022، عن عمر 74 عامًا.

## وصلات خارجية
- في موقع أرشيف المجلات